# Évariste Kimba
Évariste Leon Kimba Mutombo (16 de julio de 1926-2 de junio de 1966) fue un periodista y político congoleño que ocupó el cargo de Ministro de Asuntos Exteriores del Estado de Katanga de 1960 a 1963 y de primer ministro de la República Democrática del Congo del 13 de octubre al 25 de noviembre de 1965. 
Kimba nació en 1926 en la provincia de Katanga, en el Congo Belga. Tras finalizar sus estudios, trabajó como periodista y llegó a ser redactor jefe del Essor du Congo. En 1958, junto con un grupo de katangueses preocupados por el dominio de su provincia por parte de la vecina región de Kasaï, fundó la Confédération des associations tribales du Katanga, un partido político regionalista. En 1960 el Congo se independizó y poco después Moise Tshombe declaró la secesión del Estado de Katanga. Kimba desempeñó un papel activo en el gobierno del estado separatista como su Ministro de Asuntos Exteriores y participó en numerosas conversaciones con el gobierno central encaminadas a la reconciliación política. Tras el colapso de la secesión a principios de 1963, Kimba tuvo un desencuentro con Tshombe y ocupó varios puestos ministeriales en la nueva provincia de Katanga del Sur.
Posteriormente, Tshombe fue nombrado primer ministro del Congo, mientras que Kimba se unió al partido Association Générale des Baluba du Katanga. El 13 de octubre de 1965, el presidente Joseph Kasa-Vubu destituyó a Tshombe y nombró a Kimba primer ministro. Kimba formó un gobierno de unidad nacional y pasó las siguientes semanas intentando lograr el acercamiento entre el Congo y otros estados africanos. Sin embargo, su gobierno no obtuvo el voto de confianza del Parlamento, aunque Kasa-Vubu volvió a nombrar a Kimba como primer ministro ante la decidida oposición de los partidarios de Tshombe. El 25 de noviembre, el comandante en jefe del ejército, Joseph-Désiré Mobutu, dio un golpe de Estado que le apartó a él y a Kasa-Vubu del poder y asumió el control de la presidencia. En mayo de 1966, el gobierno de Mobutu acusó a Kimba de conspirar con otros tres exministros del gobierno para dar un golpe de Estado. Fue ejecutado el 2 de junio por traición.